# Солдибаєвське сільське поселення
Солдиба́євське сільське поселення (рос. Солдыбаевское сельское поселение) — муніципальне утворення у складі Козловського району Чувашії, Росія. Адміністративний центр — присілок Солдибаєво.
Станом на 2002 рік у складі Солдибаєвської сільської ради перебував присілок Осинкино, пізніше переданий до складу Карачевського сільського поселення.

## Населення
Населення — 996 осіб (2019, 1192 у 2010, 1441 у 2002).

## Склад
До складу поселення входять такі населені пункти:
| Населений пункт      | Населення, осіб (2002) | Населення, осіб (2010) |
| -------------------- | ---------------------- | ---------------------- |
| Дятлино, присілок    | 472                    | 369                    |
| Піндіково, присілок  | 314                    | 270                    |
| Солдибаєво, присілок | 577                    | 479                    |
| Токташево, присілок  | 78                     | 74                     |